# Giorgio Vido
Giorgio Vido (Padova, 1º aprile 1941 – 8 dicembre 2018) è stato un politico italiano.

## Biografia
Fu eletto alla Camera dei deputati per la Liga Veneta-Lega Nord nella XII Legislatura.
Si dimise dalla Lega Nord nel gennaio 1995, aderendo alla Lega Italiana Federalista, fondata da esponenti leghisti che intendevano restare nella coalizione di centrodestra. Nel giugno 1994 aveva presentato alla Camera una proposta di legge costituzionale per uno Statuto Speciale per il Veneto.
Nel 1996 si fece promotore di un'analoga proposta di legge di iniziativa popolare. Nel 2000 contribuì alla fondazione del Fronte Marco Polo con Fabio Padovan, partito di cui fu eletto presidente.
Dopo le elezioni regionali del 2000, in cui il Fronte ottenne l'1,2% dei voti, fu promotore dell'unificazione in un unico partito, denominato Liga Fronte Veneto, del Fronte Marco Polo con i Veneti d'Europa (lista in cui si erano presentati la Liga Veneta Repubblica di Fabrizio Comencini e il movimento Veneto Futuro di Giuseppe Ceccato). Il nuovo partito, di cui fu segretario dal 2001 al 2003, si presentò alle elezioni politiche in Italia del 2001, raccogliendo il 2,4% in Veneto al Senato e mancando di poco l'elezione di un senatore.
Dal 2005 Giorgio Vido fu responsabile dell'ufficio stampa e comunicazioni della Liga Fronte Veneto (poi rinominata Liga Veneta Repubblica) di cui era segretario Fabrizio Comencini.